# Hiszpania w Konkursie Piosenki Eurowizji Junior
Hiszpania w Konkursie Piosenki Eurowizji Junior zadebiutowała w 2003 roku. Od czasu debiutu konkursem w kraju zajmuje się hiszpański nadawca publiczny Radiotelevisión Española (RTVE).

## Historia Hiszpanii w Konkursie Piosenki Eurowizji Junior

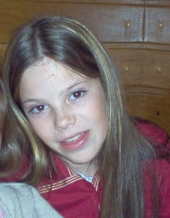
María Isabel, reprezentantka Hiszpanii w 2. Konkursie Piosenki Eurowizji Junior i laureatka konkursu

### Konkurs Piosenki Eurowizji Junior 2003
Hiszpański nadawca zdecydował się na debiut w 1. Konkursie Piosenki Eurowizji Junior, który odbył się 15 listopada 2003 roku w Kopenhadze. 22 września odbył się finał hiszpańskich preselekcji Eurojunior, których format jest bazowany na służącym jako preselekcje do Konkursu Piosenki Eurowizji formacie Operación Triunfo. O wynikach decydowało jury oraz telewidzowie.
Reprezentantem kraju został wówczas Sergio z piosenką „Desde el cielo”, zajął 2. miejsce z dorobkiem 125 punktów.

### Konkurs Piosenki Eurowizji Junior 2004
Finał hiszpańskich eliminacji Eurojunior odbyły się 2 października 2005 roku. Zostało wybranych czterdzieścioro uczestników, z czego szesnastu przeszło do finału. O wynikach decydowało jury oraz telewidzowie. W finale rywalizowało siedmioro uczestników: Blas („Sentir”), Karolina i Alba („Loca, loca”), Mirela („Conocí el amor”), Sara, Anabel i Rocío („Eres un bombón”) Lydia i Lucia („Música en el corazón”), María Isabel („Antes muerta que sencilla”) oraz Nico („Yo soy un bambino”). 
Finał preselekcji wygrała 9-letnia María Isabel z utworem „Antes muerta que sencilla”. 20 listopada wystąpiła w finale 2. Konkursu Piosenki Eurowizji Junior, wystąpiła piętnasta w kolejności startowej i wygrała konkurs zdobywszy 171 punktów. Oglądalność finału konkursu w Hiszpanii wynosiła 5,9 mln. widzów.

### Konkurs Piosenki Eurowizji Junior 2005
Finał hiszpańskich eliminacji Eurojunior odbyły się 2 października 2005 roku w studiu RTVE w Madrycie. Selekcje poprowadził Jorge Fernandez. W finale wzięło udział czterech uczestników: Carla Galiot („Mil historias”), Alba & Marta („Bicho raro”), Alba Mercado („Tela”), Antonio José („Te traigo flores”). Publiczność mogła zagłosować na zwycięzcę za pomocą teległosowania. Finał preselekcji wygrał 10-letni Antonio José zdobywając 28,5% głosów od widzów.
26 listopada wystąpił w finale 3. Konkursu Piosenki Eurowizji Junior, wystąpił piętnasty w kolejności startowej i zdobył 146 punktów zajmując tym samym drugie miejsce. Oglądalność finału konkursu w Hiszpanii wynosiła 5,7 mln widzów.

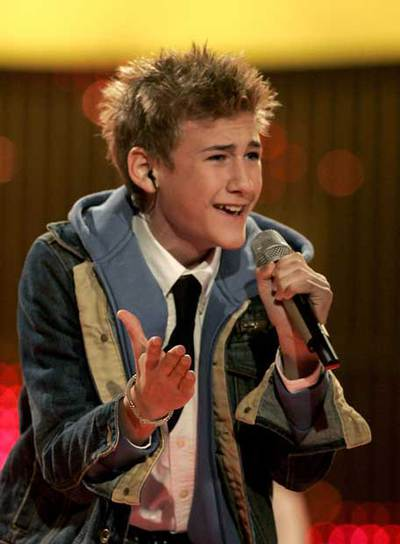
Dani podczas występu w Bukareszcie

### Konkurs Piosenki Eurowizji Junior 2006
7 października odbył się finał hiszpańskich preselekcji Eurojunior. Finał preselekcji wygrał 14-letni Dani z utworem „Te Doy Mi Voz”, zdobywając 36% głosów od telewidzów. 2 grudnia odbył się finał konkursu, Dani wystąpił szósty w kolejności startowej, zajął czwarte miejsce zdobywając 91 punktów.

### Konkurs Piosenki Eurowizji Junior 2007–2018: Brak udziału
8 sierpnia 2007 roku hiszpański nadawca Radiotelevisión Española (RTVE) ogłosił, że kraj wycofuje się z konkursu. Javier Pons, dyrektor RTVE zapytany o powód swojej rezygnacji powiedział: „Eurowizja Junior promuje sterotypy których nie podzielamy”.
We wrześniu 2013 roku dyrektor generalny RTVE Yago Fandiño potwierdził, że trwają negocjacje które mogłyby umożliwić powrót Hiszpanii do konkursu. Fandiño wyjawił, że kraj będzie zainteresowany udziałem tylko wtedy jeżeli EBU zmieni format konkursu. Ostatecznie kraj nie znalazł się na liście uczestników.
21 maja 2014 roku Federico Liano, szef hiszpańskiej delegacji zapytany o możliwy powrót Hiszpanii do konkursu powiedział, że kraj nie weźmie udziału w 13. Konkursie Piosenki Eurowizji Junior, dodał również, że nadawca nie ma w planach brania udziału w przyszłości. 5 czerwca 2015 roku pojawiły się doniesienia że Hiszpania rozważa powrót do konkursu, ale nie zostało to potwierdzone przez nadawcę. Ostatecznie kraj nie znalazł się na liście uczestników 14. Konkursu Piosenki Eurowizji Junior.
Nadawca zrezygnował również z udziału w latach 2016 i 2017 oraz 2018, nie podając powodu swojej decyzji.

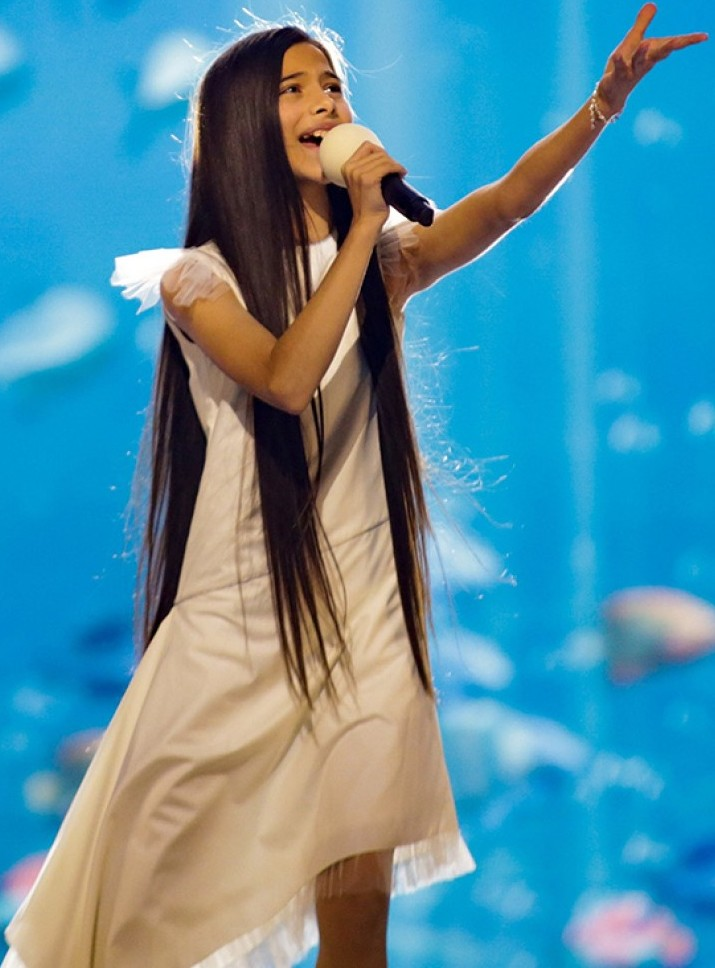
Melani García podczas występu w Gliwicach

### Konkurs Piosenki Eurowizji Junior 2019
25 czerwca hiszpański nadawca Radiotelevisión Española (RTVE) potwierdził powrót po 13 latach nieobecności na konkurs rozgrywany w Gliwicach. 24 lipca 2019 roku ogłoszono, że na reprezentantkę wewnętrznie została wybrana 12-letnia Melani Garcia z utworem „Marte”. 24 listopada wystąpiła piąta w finale i zdobyła 212 punktów, w tym 104 punkty od widzów (2. miejsce) i 108 punktów od jury (3. miejsce).

### Konkurs Piosenki Eurowizji Junior 2020
9 października na reprezentantkę Hiszpanii w 18. Konkursie Piosenki Eurowizji Junior, wewnętrznie została wybrana 10-letnia Soleá z utworem „Palante” skomponowanym przez Césara G. Ross, Hajar Sbihi, oraz Brunona Valverde 28 listopada dzień przed finałem konkursu szef hiszpańskiej delegacji Toñi Prieto, wyjawił, że jeżeli Soleá wygra kraj będzie ubiegał się o organizację konkursu. Soleá wystąpiła dziesiąta w kolejności startowej konkursu i zajęła trzecie miejsce zdobywszy 133 punktów, w tym 73 punkty od widzów (2. miejsce), oraz 60 punktów od jury (6. miejsce).

### Konkurs Piosenki Eurowizji Junior 2021
16 września ogłoszono, że na reprezentanta wewnętrznie został wybrany 13-letni Levi Diàz z utworem „Reír”. Levi wystąpił szesnasty w kolejności startowej w finale konkursu i zdobył łącznie 77 punktów, zajmując 15. miejsce, co jest najgorszym wynikiem w historii uczestnictwa Hiszpanii w konkursie. Oglądalność konkursu wyniosła 911 tys. widzów w Hiszpanii, co przełożyło się na 7,6% udziałów w rynku.

### Konkurs Piosenki Eurowizji Junior 2022
17 listopada 2021 hiszpański nadawca Radiotelevisión Española (RTVE) za pośrednictwem mediów poinformował, że regularnie będzie uczestniczył w Konkursie Piosenki Eurowizji Junior. 6 czerwca 2022 wyjawiono, że reprezentant Hiszpanii do jubileuszowego 20. Konkursu Piosenki Eurowizji Junior, który został rozegrany w Armenii został wybrany metodą wewnętrznej selekcji, ale nadawca nie wyklucza zorganizowania preselekcji w przyszłych latach. Przewodnicząca hiszpańskiej delegacji Eva Mora powiedziała: „Chcemy wysłać dobrą propozycję i wspaniałego artystę, chcemy promować Eurowizję Junior w Hiszpanii. Nadawca bardzo poważnie traktuje Eurowizję Junior i chcemy nadal utrzymywać takie podejście”.
4 października 2022 ogłoszono, że na reprezentanta został wybrany Carlos Higes. 4 listopada premierę miał utwór „Señorita". 11 grudnia wystąpił jedenasty w finale i zdobył 137 punktów, w tym 78 punktów od widzów (2. miejsce) i 59 punktów od jury (6. miejsce). Według nadawcy RTVE konkurs w Hiszpanii śledziło 1,18 mln widzów, co przełożyło się 10,14% udziałów w rynku.

### Konkurs Piosenki Eurowizji Junior 2023
30 stycznia 2023 roku prezes stacji RTVE Elena Sánchez Caballero potwierdziła udział Hiszpanii w konkursie w 2023. 30 maja 2023 nadawca rozpoczął poszukiwanie reprezentanta Hiszpanii, poprzez otwarcie okna zgłoszeń dla potencjalnych kandydatów do reprezentowania Hiszpanii. 7 lipca 2023 stacja RTVE ujawniła, że spośród 114 nadesłanych kandydatur na reprezentantkę Hiszpanii została wybrana Sandra Valero. Nadawca zaprosił również kompozytorów do przesyłania propozycji piosenek które potencjalnie mogłyby reprezentować Hiszpanię. 29 lipca ujawniono, że RTVE otrzymało ponad 60 utworów dla reprezentantki Sandry Valero. 14 września podczas prezentacji ramówki RTVE Sandra Valero ujawniła tytuł swojej konkursowej piosenki „Loviu”, a 12 października na kanale Junior Eurovision Song Contest w serwisie YouTube pojawił się oficjalny teledysk do piosenki. 
26 listopada 2023 Sandra wystąpiła jako pierwsza w kolejności startowej i zajęła 2. miejsce zdobywszy łącznie 201 punktów, w tym 115 pkt od jury (2. miejsce) oraz 86 pkt od widzów (2. miejsce). Dzień po finale hiszpańska prasa ujawniła, że konkurs był oglądany przez 827 tys widzów, co przełożyło się na udziały w rynku na poziomie 8,7%.

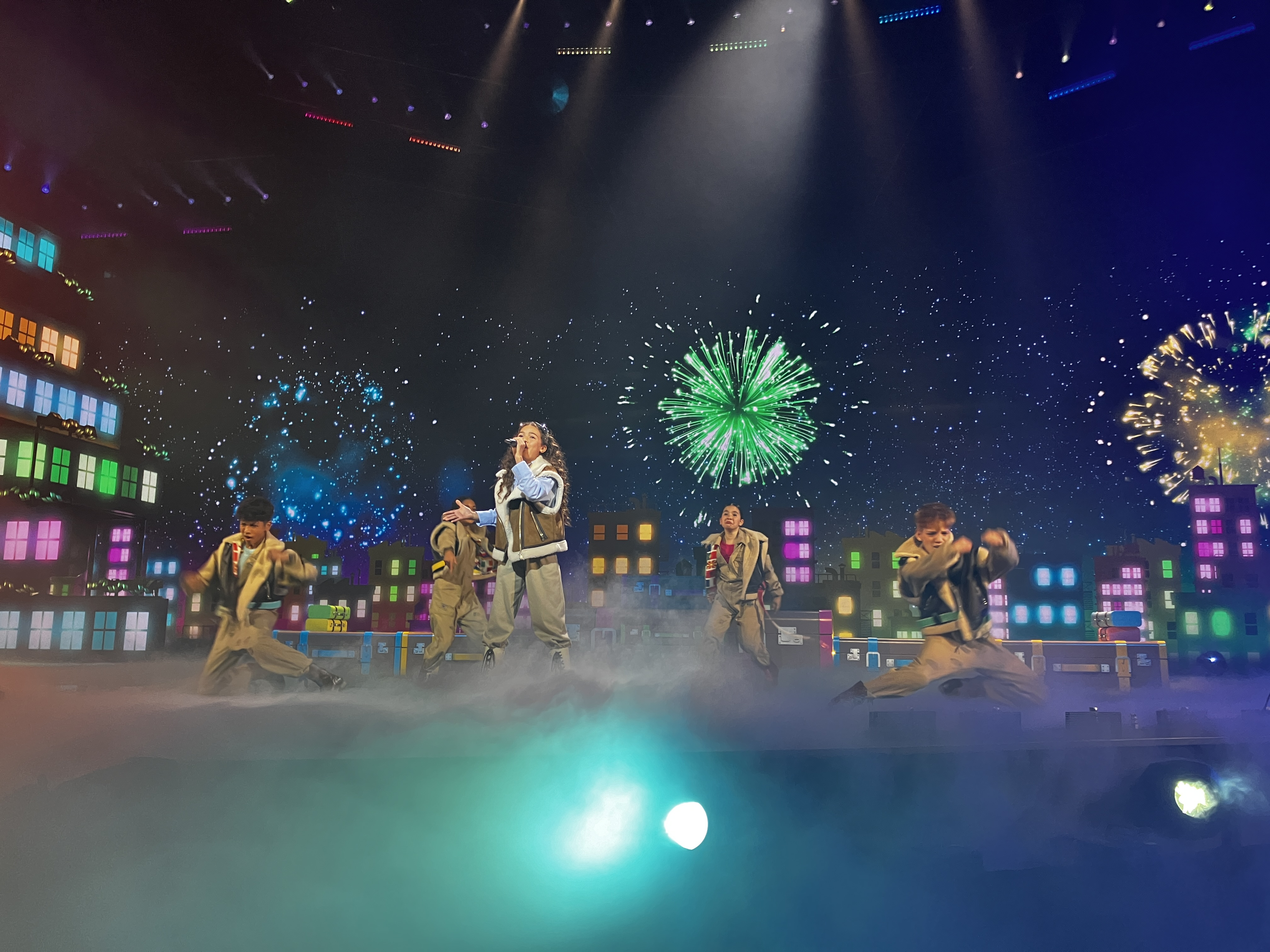
Sandra Valero podczas występu w Nicei

### Konkurs Piosenki Eurowizji Junior 2024
14 lutego 2024 ogłoszono, że Hiszpania będzie organizatorem 22. Konkursu Piosenki Eurowizji Junior. Tego samego dnia Generalitat Valenciana, wyraził zainteresowanie zorganizowaniem konkursu w Walencji, a Jaume Collboni zaproponował zorganizowanie konkursu w Barcelonie. 10 maja podczas konferencji prasowej ogłoszono, że konkurs obędzie się w Madrycie. Następnie ogłoszono, że koncert finałowy odbędzie się 16 listopada 2024 na terenie areny Caja Mágica. Początkowo budżet konkursu przewidziano na 5,5 mln euro, jednak 27 grudnia ogłoszono, że nadawca na organizację konkursu ostatecznie przeznaczył 7,3 mln euro, a większość wydanej kwoty została przeznaczona na zasoby zewnętrzne, w tym firmy produkcyjne oraz wynajem sprzętu technicznego, studiów i scen. 
14 maja 2024 nadawca rozpoczął poszukiwanie reprezentanta udostępniając formularz zgłoszeniowy dla potencjalnych kandydatów. Termin nadsyłania kandydatur zakończył się 3 lipca. 8 lipca ujawniono, że do stacji miało wpłynąć łącznie ponad 300 kandydatur. 18 lipca 2024 podczas konferencji prasowej nadawcy RTVE ujawniono, że na reprezentantkę wybrano 9-letnią Chloe DelaRosa. 7 października podczas konferencji prasowej hiszpańskiego nadawcy RTVE ujawniono konkursową piosenkę „Como la Lola”. 
16 listopada 2024 Chloe wystąpiła jako dziesiąta w kolejności startowej i zajęła 6. miejsce, uzyskując łącznie 144 punkty, w tym 80 pkt od jury (6. miejsce) oraz 64 pkt od widzów (5. miejsce). Dzień po finale hiszpański nadawca ujawnił, że oglądalność konkursu wyniosła 1 mln widzów, co przełożyło się na udziały w rynku na poziomie 12,1%.

### Konkurs Piosenki Eurowizji Junior 2025
26 maja 2025 podczas konferencji prasowej hiszpańska telewizja potwierdziła swój udział w 23. Konkursie Piosenki Eurowizji Junior oraz od 28 maja otworzyła możliwość zgłoszeń dla kandydatów. Termin zakończył się 2 lipca. 23 lipca podczas konferencji prasowej ogłoszono, że na reprezentanta wybrano 14-letniego Gonzalo Pinillosa.

## Uczestnictwo
Hiszpania uczestnicy w Konkursie Piosenki Eurowizji Junior od 2003 roku z przerwą w latach 2007–2018. Poniższa tabela uwzględnia wszystkich hiszpańskich reprezentantów,  tytuły konkursowych piosenek i języki w których były śpiewane oraz wyniki w poszczególnych latach.
| Rok                                   | Artysta          | Piosenka                    | Język      | Miejsce | Punkty |
| ------------------------------------- | ---------------- | --------------------------- | ---------- | ------- | ------ |
| 2003                                  | Sergio           | „Desde el cielo”            | hiszpański | 2       | 125    |
| 2004                                  | María Isabel     | „Antes muerta que sencilla” | hiszpański | 1       | 171    |
| 2005                                  | Antonio José     | „Te triago flores”          | hiszpański | 2       | 146    |
| 2006                                  | Dani             | „Te doy mi voz”             | hiszpański | 4       | 91     |
| Brak reprezentanta w latach 2007–2018 |                  |                             |            |         |        |
| 2019                                  | Melani García    | „Marte”                     | hiszpański | 3       | 212    |
| 2020                                  | Soleá            | „Palante”                   | hiszpański | 3       | 133    |
| 2021                                  | Levi Diàz        | „Reír”                      | hiszpański | 15      | 77     |
| 2022                                  | Carlos Higes     | „Señorita"                  | hiszpański | 6       | 137    |
| 2023                                  | Sandra Valero    | „Loviu”                     | hiszpański | 2       | 201    |
| 2024                                  | Chloe DelaRosa   | „Como la Lola”              | hiszpański | 6       | 144    |
| 2025                                  | Gonzalo Pinillos |                             |            |         |        |

Legenda:
     1. miejsce
     2. miejsce
     3. miejsce

## Historia głosowania w finale (2003–2023)
Poniższe tabele pokazują, którym krajom Hiszpania przyznawała w finale konkursu punkty oraz od których państw hiszpańscy reprezentanci otrzymywali noty.
| Lp. | Kraj               | Punkty |
| --- | ------------------ | ------ |
| 1.  | Francja            | 48     |
| 2.  | Holandia · Rumunia | 42     |
| 3.  | Wielka Brytania    | 34     |
| 4.  | Armenia            | 32     |
| 5.  | Gruzja             | 28     |

| Lp. | Kraj               | Punkty |
| --- | ------------------ | ------ |
| 1.  | Holandia           | 64     |
| 2.  | Macedonia Północna | 57     |
| 3.  | Wielka Brytania    | 51     |
| 4.  | Malta ·            | 48     |
| 5.  | Polska             | 41     |

## Organizacja
| Rok  | Lokalizacja                     | Prowadzący                               |
| ---- | ------------------------------- | ---------------------------------------- |
| 2024 | Hiszpania (Madryt, Caja Mágica) | Ruth Lorenzo, Marc Clotet, Melani García |

## Komentatorzy i sekretarze
Spis poniżej przedstawia wszystkich hiszpańskich komentatorów konkursu oraz krajowych sekretarzy podających punkty w finale.
| Komentatorzy i sekretarze z Hiszpanii              | Komentatorzy i sekretarze z Hiszpanii                                             | Komentatorzy i sekretarze z Hiszpanii | Komentatorzy i sekretarze z Hiszpanii |
| Rok                                                | Komentator                                                                        | Sekretarz                             | Źr.                                   |
| -------------------------------------------------- | --------------------------------------------------------------------------------- | ------------------------------------- | ------------------------------------- |
| 2003                                               | Fernando Argenta                                                                  | Jimmy Castro                          | [ 72 ]                                |
| 2004                                               | Fernando Argenta                                                                  | Lucho                                 | [ 73 ]                                |
| 2005                                               | Beatriz Pécker, Lucho                                                             | Gonzalo Gutiérrez Blanco              | [ 74 ]                                |
| 2006                                               | Fernando Argenta, Lucho                                                           | Lucía                                 | [ 75 ]                                |
| Brak reprezentanta i transmisji w latach 2007–2018 |                                                                                   |                                       |                                       |
| 2019                                               | Tony Aguilar, Julia Varela i Víctor Escudero                                      | Violeta Leal                          | [ 76 ] [ 77 ]                         |
| 2020                                               | Tony Aguilar, Eva Mora i Víctor Escudero                                          | Melani García                         | [ 78 ] [ 79 ]                         |
| 2021                                               | Julia Varela i Tony Aguilar                                                       | Lucía Arcos                           | [ 80 ] [ 81 ]                         |
| 2022                                               | Julia Varela i Tony Aguilar                                                       | Juan Diego Álvarez                    | [ 82 ]                                |
| 2023                                               | Julia Varela i Tony Aguilar                                                       | Juan Diego Álvarez                    | [ 83 ]                                |
| 2024                                               | hiszpański: Julia Varela i Tony Aguilar, kataloński: Sònia Urbano i Xavi Martínez | Carlos Higes                          | [ 84 ] [ 85 ]                         |